# Aaron Novick
Aaron Novick (1919 — 2000) foi um químico estadunidense. Trabalhou no Projeto Manhattan.
Novick obteve um doutorado em físico-química orgânica na Universidade de Chicago. Lá passou a ser membro do Projeto Manhattan, seguindo para Hanford (Washington), onde ajudou a produzir plutônio. Foi testemunha da Experiência Trinity. Após a Segunda Guerra Mundial tornou-se pacifista.
Novick foi um iniciador do Instituto de Biologia Molecular da Universidade de Oregon em 1959.